# Cyaegharctus kitamurai
Cyaegharctus kitamurai (лат.) — вид тихоходок, единственный в составе монотипического рода Cyaegharctus из класса гетеротардиграды.

## Этимология
Название рода Cyaegharctus происходит от двух слов: Cyäegha (божество тьмы и пещер в цикле «Мифы Ктулху» из рассказа Эдди Бертина «Darkness, My Name Is», 1976) и arctus (латинизированное греческое слово, означающее «медведь»).
Видовое название C. kitamurai дано в честь профессора Dr. Akihisa Kitamura (Shizuoka University), который изучал пещеру Daidokutsu (e.g. Kitamura et al. 2007), где была найдена типовая серия.

## Распространение
Япония. Найден в морской подводной пещере Daidokutsu у острова Иэдзима, Окинавские острова, архипелага Рюкю.

## Описание
Длина тела 0,2 мм, ширина 0,1 мм. Отличается от всех других Styraconyxidae по карманным органам (предполагаемым сенсорным структурам) на всех ногах в дополнение к обычным сенсорным органам ног. Четыре пары ног, каждая нога оканчивается четырьмя пальцами с коготками. Сочетание других признаков, таких как дорсовентрально сплющенное тело, яйцевидные первичные клавы (булавовидные выступы на голове), конические вторичные клавы, большой концевой анус, внутренние пальцы с проксимальными подушечками и стебельками, внешние пальцы с развитыми стебельками и все пальцы с трехконечными когтями у взрослых самок, поддерживает выделение нового рода и вида.